# Antiblemma harmodia
Antiblemma harmodia är en fjärilsart som beskrevs av William Schaus 1901. Antiblemma harmodia ingår i släktet Antiblemma och familjen nattflyn. Inga underarter finns listade i Catalogue of Life.